# Kostel svatého Ondřeje (Heřmanovice)
Kostel svatého Ondřeje v Heřmanovicích se nachází v okrese Bruntál. Kostel byl zapsán do státního seznamu kulturních památek před rokem 1988.

## Historie
Římskokatolický farní kostel sv. Ondřeje byl postaven v roce 1588 vratislavským biskupem Ondřejem Jerinem v renesančním slohu. Podle nápisu na pamětní mramorové desce byl kostel zasvěcen svaté Trojici. V roce 1739 barokně přestavěn a upraven kardinálem a vratislavským biskupem Filipem Ludvíkem ze Sinzendorfu. V roce 1766 byl znovu zasvěcen.

V roce 1891 zahájil bohoslužby cukmantelský farář, které se konaly jednou za tři týdny. V roce 1672 byla zřízena samostatná fara. Od roku 1674 se začaly vést matriky.
Povodeň v roce 1997 narušila statiku kostela. V roce 2004 bylo provedeno statické zabezpečení. V roce 2013 generální oprava kostela při níž byly opraveny fasády, krovy, okna, položena nová krytina, restaurovány dveře a další. Náklady na opravu činily v období 2004–2013 šest milionů korun.

## Architektura
Orientovaná jednolodní zděná stavba obdélníkového půdorysu s plochým závěrem. Osově v západním průčelí vestavěna věž, která tvoří mělký rizalit, je členěna nárožními lizénami kordonovou římsou. Římsa odděluje horní část věže s hodinami rovněž členěnou lizénami, z boku se přimyká volutový štít. Kolem věže v přízemí vede dvouramenné schodiště kryté pultovou střechou a ukončené dvěma arkádami. Vstupní portál je pravoúhlý s kamenným ostěním. Boční fasáda je členěná pěti okenními osami, zdobená lizénovými rámy. Okna vysoká ukončená segmentovým záklenkem a měla profilované štukové ostění. Průčelí má zaoblená nároží, členění plochým rámováním a hlavní římsou. Okna průčelí stejného typu jako v boční fasádě. Střecha kostela sedlová krytá břidlicí, věž má cibulovitou střechu se zaslepenou lucernou krytou břidlicí. Lucerna má cibulovou báň zakončenou makovicí a křížem. V roce 1990 byly odstraněny všechny barokní ozdoby (pilastry, šambrány, voluty).

## Interiér
Interiér lodi je členěn pilíři se svazkovými pilastry s jónskými hlavicemi a s kladím. Loď zaklenuta třemi pruskými klenbami. Kněžiště zaklenuto pruskou klenbou, po stranách kněžiště jsou patrové klenuté oratoře. V interiéru je boční kaple a sakriste. V západní části je zděná kruchta podepřena dvěma pilíři, ve střední části je zaklenuta křížovou klenbou, po stranách sférická klenba s lunetami. Před rokem 1651 dal postavit hlavní oltář se sochou sv. Ondřeje a boční oltář šoltys Jan Biroldt Hlavní barokní oltář nese obraz smrti sv. Ondřeje, po stranách oltáře se sousoším sv. Filipa, sv. Petra, sv. Pavla a sv. Jakuba. Boční oltáře nesou obrazy sv. Barbora a sv. Anny. Renezanční kamenná křtitelnice s barokním víkem  je zdobená kolorovanými reliéfy znázorňující sv. Ondřeje a výjevy ze života Ježíše Krista.

### Pamětní deska biskupa Ondřeje Jerina
Pamětní deska se nachází na čelní straně věže v místě mezi pultovou střechou schodiště a oknem. Na mramorové desce je erb biskupa Ondřeje Jerina a latinský nápis:
ANDREAS DEI GRATIA EPISCOPULOS
VRATISLAE SUPREMUS TOTIUS SLESIA
CAPITANEUS TEMPLUM HOC SUO
SUMTU A FUNDAMENTALIS EXTRUXIT
ET DEDICAVIT ANNO DNI MILLES.
QUIN GENTESIMO OCTUAGES DNICA TRINITATI
(česky:
Ondřej, biskup z vůle Boží
nejvyšší pán celého Slezska
vybudoval od základů tento
chrám na své náklady
a v roce 1588 jej zasvětil Trojici svaté)

## Zvony
Zvonové patro je otevřeno okny se segmentovým záklenkem. V době první světové války v roce 1914 byly rekvírovány tři zvony. V roce 1923 byly ulity čtyři nové zvony.

## Ostatní
Kolem kostela sv. Ondřeje je ohradní zeď s původní branou s kovanou mříží před hlavním průčelím.  V blízkosti kostela vede:
- turistická trasa Jedlová–Heřmanovice–Heřmanovice - hřeben, rozcestník–Zlaté Hory

- Cyklotrasa č. 55[6]  z Albrechtic a č. 6072 do Zlatých Hor

- V kostele se natáčela sekvence seriálu Strážce duší Madonin dar[8]

## Galerie

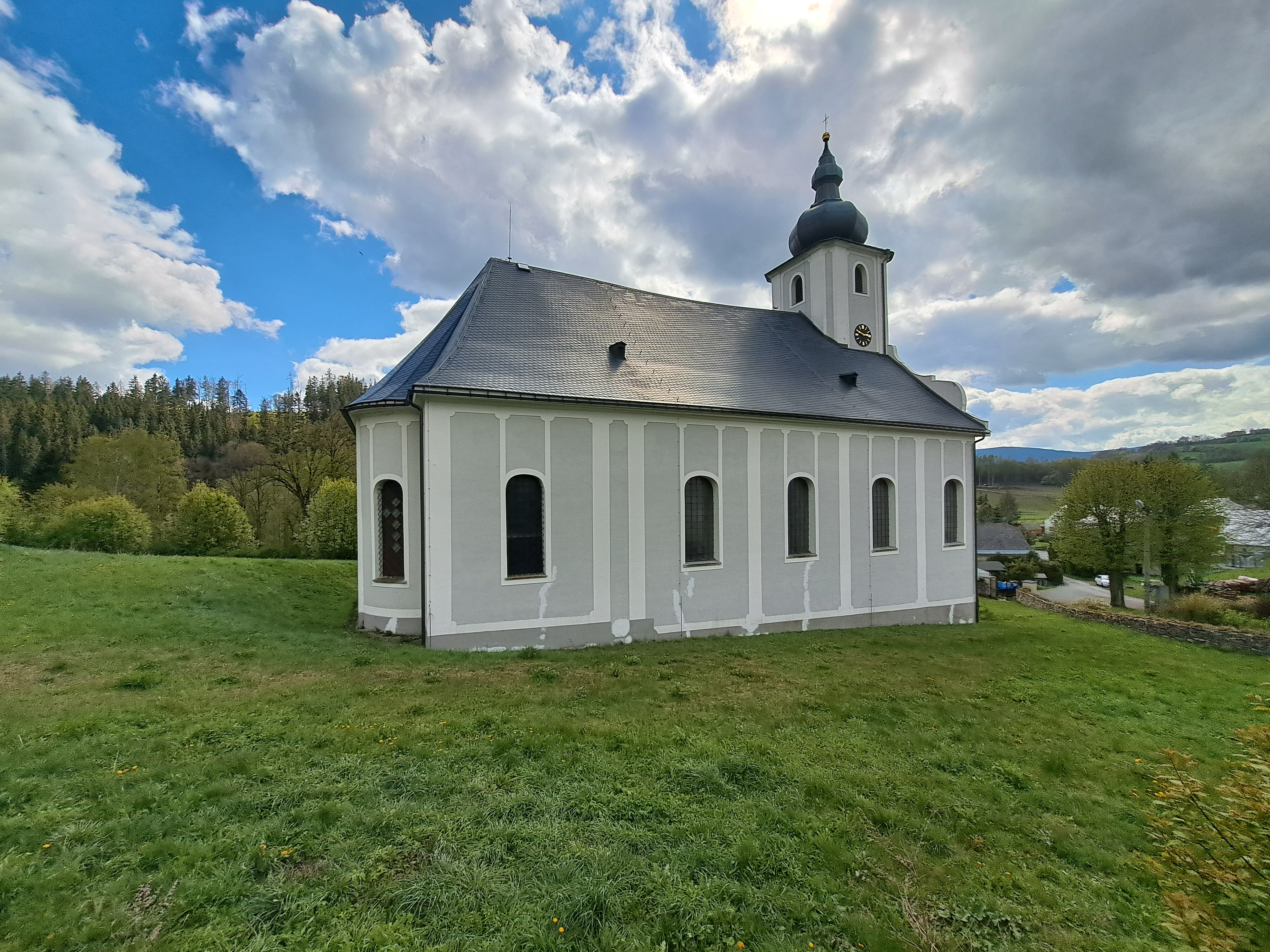
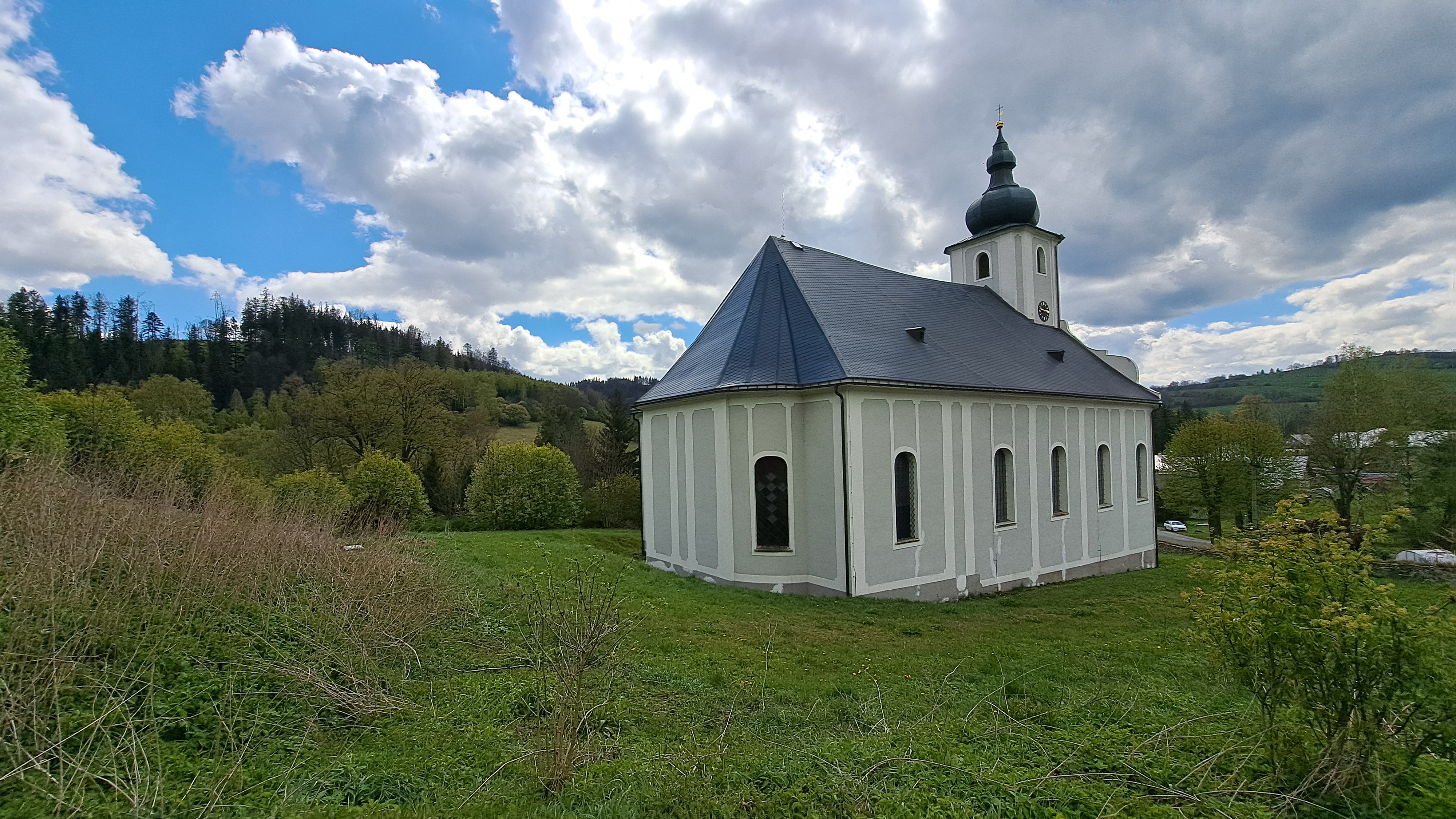
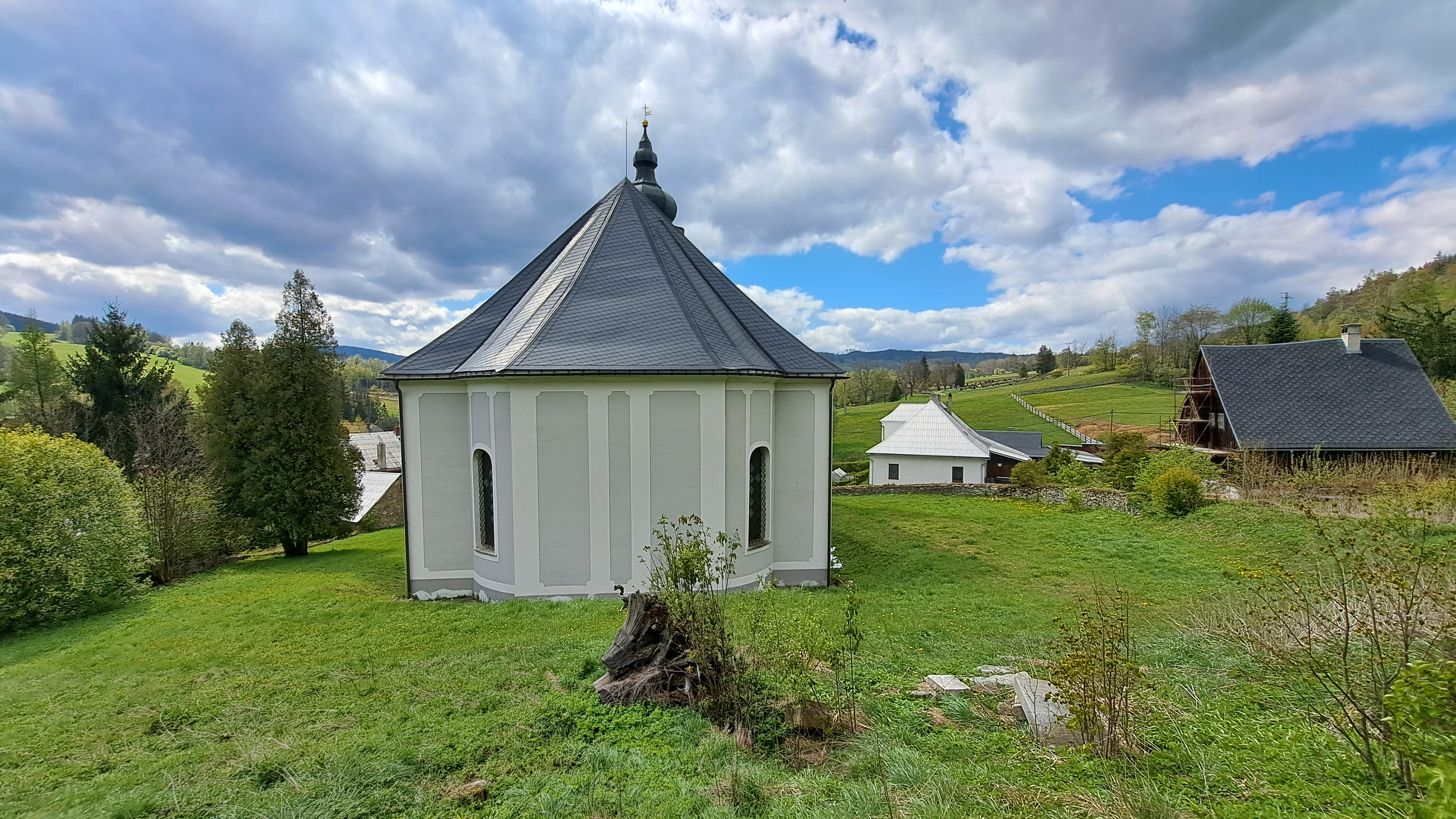
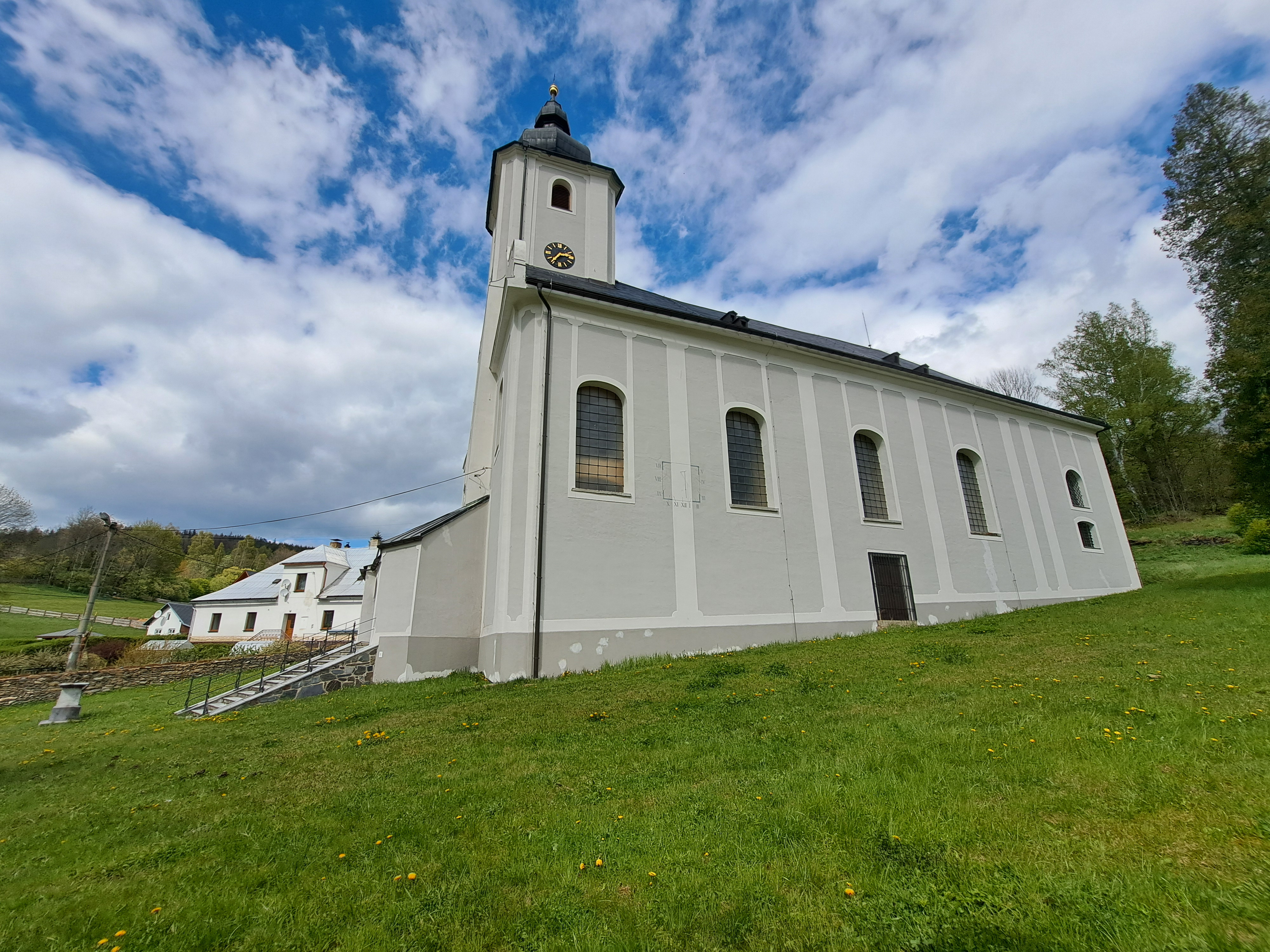
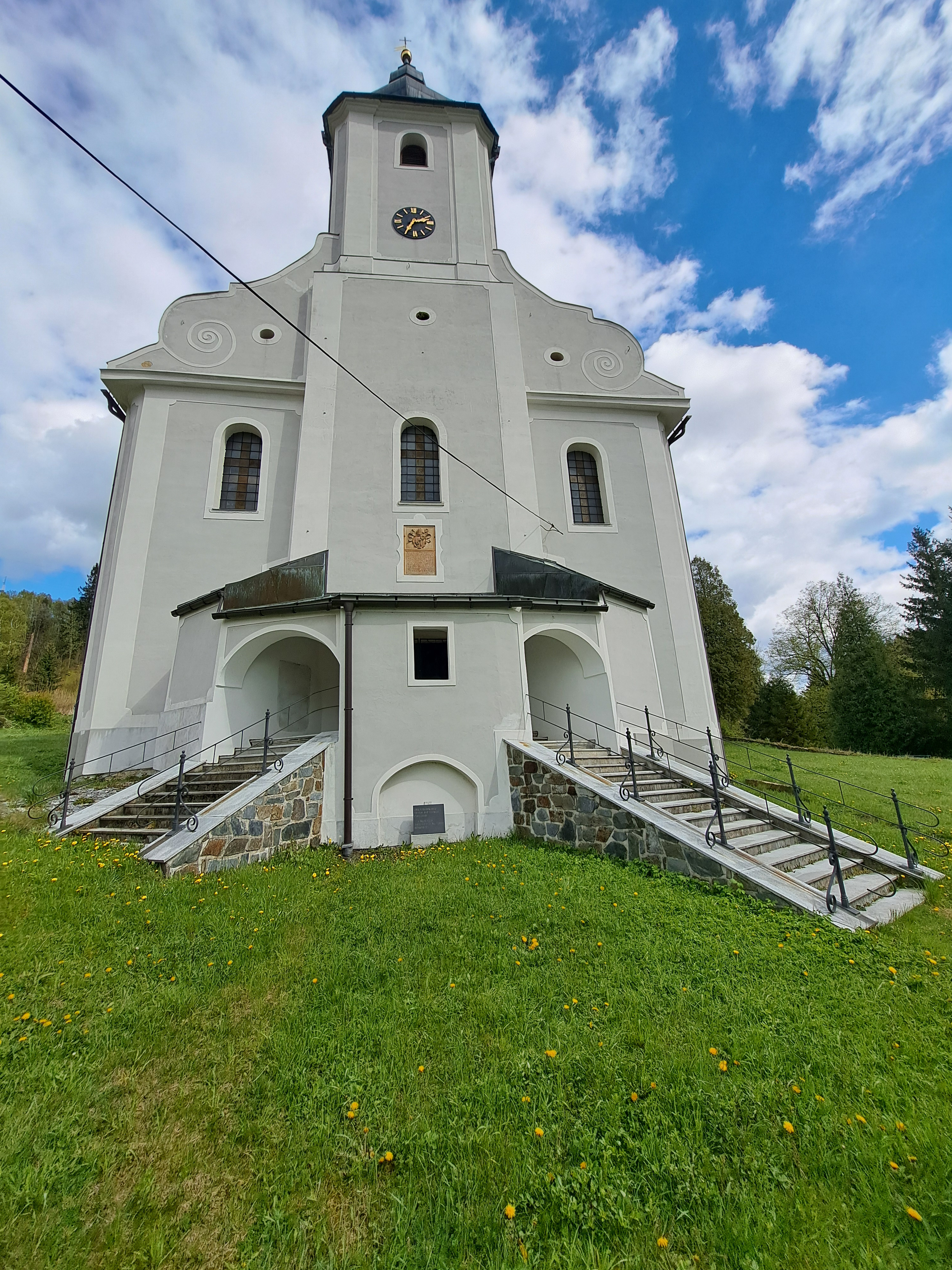
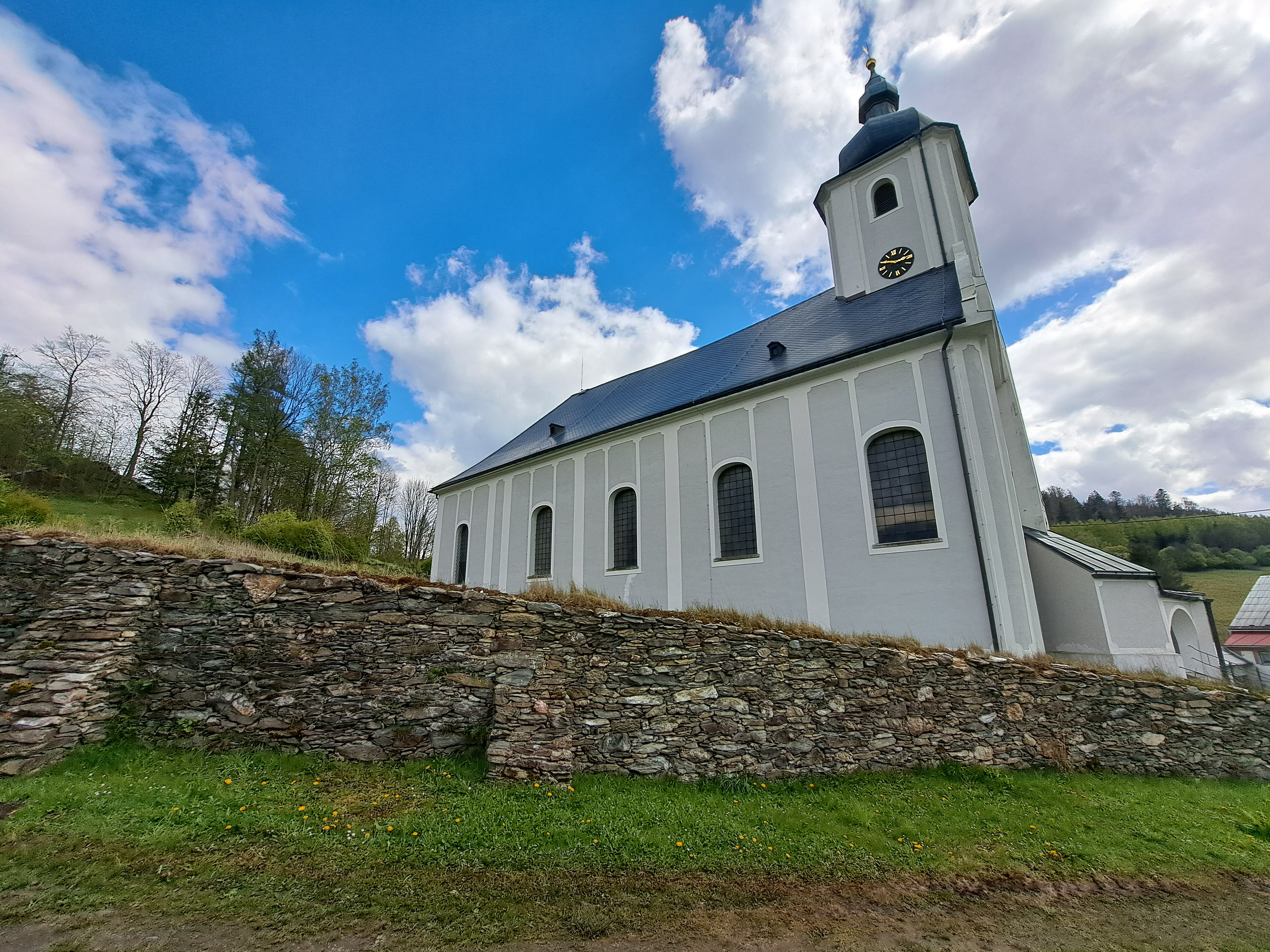
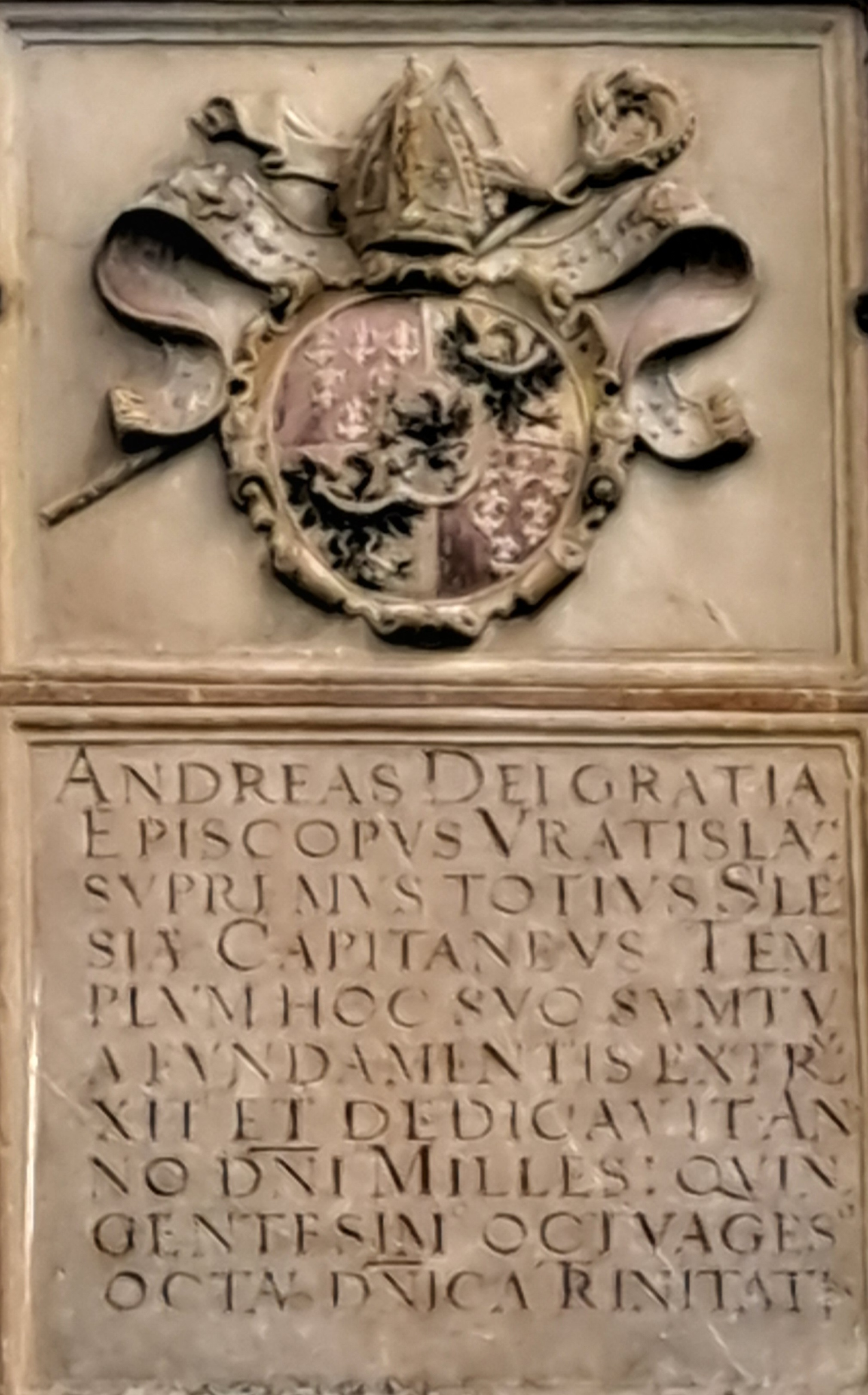
pamětní deska